# PGC 9004
LEDA/PGC 9004 ist eine verschmelzende, leuchtschwache Balken-Spiralgalaxie vom Hubble-Typ SBb im Sternbild Dreieck am Nordsternhimmel, die schätzungsweise 232 Millionen Lichtjahre von der Milchstraße entfernt ist. Sie gilt als Mitglied der IC 1784-Gruppe (LGG 55). 